# Reichsbesoldungsordnung
Als Reichsbesoldungsordnung (RBesO) werden im Allgemeinen die Anlagen zu den Besoldungsgesetzen des Deutschen Reiches bezeichnet, beispielsweise von 1909, 1920 und 1927. Sie enthielten die Zahlbeträge der Besoldung für die Ämter der Beamten und Dienstgrade der Soldaten. Gesetzliche Bezeichnung war ursprünglich Besoldungsordnung, erst ab dem 29. Änderungsgesetz von 1937 Reichsbesoldungsordnung. 1940 erfolgte eine komplette Neufassung der Teile A (aufsteigende Gehälter), B (feste Gehälter), C (Soldaten) und H (Hochschullehrer). Die Reichsbesoldungsordnung wurde auf das Vereinigte Wirtschaftsgebiet und von dort auf die Bundesrepublik Deutschland übertragen. Nachfolger wurde 1957 die Bundesbesoldungsordnung (BBesO) im Bundesbesoldungsgesetz (BBesG).

## Besoldungsordnung A
| Besoldungsgruppe                                      | 1927      | 1935      |
| ----------------------------------------------------- | --------- | --------- |
| B 1                                                   | 45.000 RM |           |
| B 2                                                   | 36.000 RM |           |
| B 3(a)/C 1/AD 1                                       | 24.000 RM | 24.000 RM |
| B 3b                                                  |           | 22.000 RM |
| B 4/C 2                                               | 19.000 RM | 19.000 RM |
| B 5/AD 2                                              | 18.000 RM | 18.000 RM |
| B 6/JL 1                                              | 17.000 RM | 17.000 RM |
| B 7(a)/C 3                                            | 16.000 RM | 16.000 RM |
| B 7b                                                  |           | 15.000 RM |
| B 8/AD 3/JL 2                                         | 14.000 RM | 14.000 RM |
| B 9                                                   |           | 13.000 RM |
| C 4/A 1(a) (5. Stufe)/AD 4 (5. Stufe)/JL 3 (3. Stufe) | 12.600 RM | 12.600 RM |
| A 1(a) (4. Stufe)/AD 4 (4. Stufe)                     | 11.600 RM | 11.600 RM |
| A 1(a) (3. Stufe)/AD 4 (3. Stufe)/A 1b (7. Stufe)     | 10.600 RM | 10.600 RM |
| JL 3 (2. Stufe)                                       |           | 10.500 RM |
| B 10                                                  |           | 10.000 RM |

## Besoldungsordnung B

### Fassung von 1927
Im Folgenden nun die in der Anlage 2 des Reichsbesoldungsgesetzes vom 16. Dezember 1927 festgelegte Besoldungsordnung B für feste Gehälter von planmäßigen Reichsbeamten.

#### Besoldungsgruppe B 1
- Reichskanzler (gestrichen am 27. März 1930[9])

#### Besoldungsgruppe B 2
- Reichsminister (gestrichen am 27. März 1930[9])

#### Besoldungsgruppe B 3, (seit 13. Dezember 1935) Besoldungsgruppe B 3a
- Staatssekretär und Chef der Präsidialkanzlei (eingefügt am 29. März 1935[10])
- Staatssekretär und Chef der Reichskanzlei (eingefügt am 29. März 1935[10])
- Staatssekretäre

Reichsministerium des Innern
- Präsident des Reichsverwaltungsgerichts

Reichsjustizministerium
- Präsident des Reichsgerichts

Rechnungshof
- Präsident des Rechnungshofs des Deutschen Reichs

Reichsfinanzministerium
- Präsident des Reichsfinanzhofs

Generalinspektion für das deutsche Straßenwesen (hinzugefügt am 13. Dezember 1933)
- Generalinspektor für das deutsche Straßenwesen

Quelle:

#### Besoldungsgruppe B 3a (eingefügt am 20. Juni 1935, seit 13. Dezember 1935) Besoldungsgruppe B 3b
- Reichskommissar für die Rückgliederung des Saarlandes

Reichsjustizministerium
- Kammergerichtspräsident (eingefügt am 13. Dezember 1935[12])

Quelle:

#### Besoldungsgruppe B 4
Auswärtiges Amt
- Botschafter

Reichsministerium für die besetzten Gebiete
- Reichskommissar für die besetzten rheinischen Gebiete

#### Besoldungsgruppe B 5
- Ministerialdirektoren

Reichsministerium des Innern
- Reichssportführer (eingefügt am 26. Juni 1935[14])

Reichswirtschaftsministerium
- Reichskommissar für das Bankgewerbe Reichskommissar für das Kreditwesen (ergänzt am 19. September 1931[15], geändert am 7. März 1935[16])

Reichskriegsministerium (eingefügt am 30. September 1936)
- Oberreichskriegsanwalt

Reichsjustizministerium
- Präsident des Reichs-Justizprüfungsamts (eingefügt am 26. Juni 1935[14])
- Vizepräsident des Reichsgerichts (eingefügt am 29. März 1935[10])
- Oberreichsanwalt
- Oberlandesgerichtspräsidenten (eingefügt am 13. Dezember 1935[12])
- Präsident des Landeserbhofgerichts in Celle (eingefügt am 13. Dezember 1935[12])

Reichsschuldenverwaltung
- Präsident der Reichsschuldenverwaltung

#### Besoldungsgruppe B 6
Reichsministerium des Innern
- Senatspräsidenten beim Reichsverwaltungsgericht (darunter 1 als ständiger Stellvertreter des Präsidenten)
- Präsident des Reichsgesundheitsamts
- Präsident der Physikalisch-Technischen Reichsanstalt

Reichsministerium für die besetzten Gebiete
- Präsident der Reichsvermögensverwaltung für die besetzten rheinischen Gebiete

Reichswirtschaftsministerium
- Präsident des Statistischen Reichsamts
- Präsident des Reichswirtschaftsgerichts

Reichsarbeitsministerium
- Präsident des Reichsversicherungsamts
- Präsident der Reichsversicherungsanstalt für Angestellte (hinzugefügt am 7. März 1935[16])
- Präsident der Reichsknappschaft (hinzugefügt am 26. Juni 1935[14])

Reichskriegsministerium (eingefügt am 30. September 1936)
- Senatspräsidenten beim Reichskriegsgericht

Reichsjustizministerium
- Senatspräsidenten beim Reichsgericht (darunter 1 als ständiger Stellvertreter des Präsidenten) (geändert am 29. März 1935[10])
- Präsident des Reichspatentamts
- Oberlandesgerichtspräsidenten (eingefügt am 13. Dezember 1935[12])
- Generalstaatsanwalt beim Kammergericht (eingefügt am 13. Dezember 1935[12])

Rechnungshof
- Vizepräsident des Rechnungshofs des Deutschen Reichs (eingefügt am 13. Dezember 1933[11])

Reichsfinanzministerium
- Senatspräsidenten beim Reichsfinanzhof (darunter 1 als ständiger Stellvertreter des Präsidenten)
- Präsidenten der Landesfinanzämter, soweit nicht in Besoldungsgruppe B 7

Reichspostministerium
- Präsidenten der Oberpostdirektionen Reichspostdirektionen (geändert am 19. März 1937[18]) Berlin, Dresden, Düsseldorf, Hamburg, Köln und Stuttgart

#### Besoldungsgruppe B 7, (seit 13. Dezember 1935) Besoldungsgruppe B 7a
- Ministerialdirigenten bei den Reichsministerien und beim Reichssparkommissar

Reichskanzlei
- Vertreter der Reichsregierung in München mit der Amtsbezeichnung Gesandter

Auswärtiges Amt
- Gesandte I. Klasse
- Generalkonsuln I. Klasse
- Generalsekretär des Archäologischen Instituts des Deutschen Reichs

Reichsministerium des Innern
- Präsident des Bundesamts für das Heimatwesen
- Reichskommissar für Überwachung der öffentlichen Ordnung
- Präsident des Reichsarchivs (gestrichen am 26. Juni 1935[14])
- Präsident des Reichsamts für Landesaufnahme

Reichswirtschaftsministerium
- Reichskommissar für die Kohlenverteilung
- Präsident des Reichsaufsichtsamts für Privatversicherung
- Reichskommissar bei der Berliner Börse (hinzugefügt am 26. Juni 1935[14])

Reichsarbeitsministerium
- Treuhänder der Arbeit (eingefügt am 29. März 1935[19])

Reichskriegsministerium (eingefügt am 30. September 1936)
- Reichskriegsgerichtsräte
- Reichskriegsanwälte

Reichsjustizministerium
- Vizepräsident des Reichs-Justizprüfungsamts (eingefügt am 26. Juni 1935[14])
- Reichsgerichtsräte
- Reichsanwälte
- Vizepräsident des Kammergerichts (eingefügt am 13. Dezember 1935[12])
- Landgerichtspräsident in Berlin (eingefügt am 13. Dezember 1935[12])
- Amtsgerichtspräsident in Berlin (eingefügt am 13. Dezember 1935[12])

Rechnungshof
- Direktoren beim Rechnungshof (darunter 1 als ständiger Stellvertreter des Präsidenten) (gestrichen am 13. Dezember 1933[11])

Reichsfinanzministerium
- Präsident des Reichsentschädigungsamts für Kriegsschäden
- Präsident des Reichskommissariats für Reparationslieferungen
- Präsident des Reichsausgleichsamts
- Präsidenten der Landesfinanzämter Mecklenburg-Lübeck, Neiße, Oldenburg, Unterweser
- Präsident der Reichsmonopolverwaltung für Branntwein

Reichskommissariat für die Luftfahrt Reichsluftfahrtministerium (eingefügt am 27. Februar 1933, geändert am 5. Juli 1934)
- Präsident des Reichsamts für Flugsicherung

Reichspostministerium
- Präsident des Telegraphentechnischen Reichsamts (gestrichen am 19. März 1937[18])
- Präsident des Reichspostzentralamts (ergänzt am 15. Juli 1930[22])
- Präsidenten der Oberpostdirektionen Reichspostdirektionen (geändert am 19. März 1937[18]) Breslau, Chemnitz, Dortmund, Erfurt, Frankfurt (Main), Hannover, Karlsruhe, Königsberg, Leipzig, München, Nürnberg, Speyer
- Direktor der Reichsdruckerei

Quelle:

#### Besoldungsgruppe B 7b (eingefügt am 13. Dezember 1935)
- Direktoren und Professoren der Kaiser-Wilhelm-Institute in Berlin-Dahlem, Düsseldorf, Mülheim (Ruhr) und Müncheberg[12]

#### Besoldungsgruppe B 8
Reichsministerium des Innern
- Reichsverwaltungsgerichtsräte
- Direktor der Chemisch-Technischen Reichsanstalt (gestrichen am 19. März 1937[18])
- Vorsitzender der Zentraldirektion der Monumenta Germaniae Historica (gestrichen am 19. März 1937[18])

Reichswehrministerium
- Feldpröpste

Reichsjustizministerium
- Landgerichtspräsidenten bei Gerichten mit 60 oder mehr planmäßigen Richtern im Bezirk (eingefügt am 13. Dezember 1935[12])
- Generalstaatsanwälte bei den Oberlandesgerichten (eingefügt am 13. Dezember 1935[12])
- Generalstaatsanwalt beim Landgericht Berlin (eingefügt am 13. Dezember 1935[12])

Reichsministerium für Ernährung und Landwirtschaft
- Reichserbhofgerichtsräte (eingefügt am 5. Juli 1934[21])
- Direktor der Biologischen Reichsanstalt für Land- und Forstwirtschaft

Reichsverkehrsministerium
- Präsident der Deutschen Seewarte

Reichsschuldenverwaltung
- Vizepräsident der Reichsschuldenverwaltung

Reichsfinanzministerium
- Reichsfinanzräte beim Reichsfinanzhof

Reichspostministerium
- Präsidenten der Oberpostdirektionen Reichspostdirektionen (geändert am 19. März 1937[18]), soweit nicht in den Besoldungsgruppen B 6 und B 7

Reichsministerium für Wissenschaft, Erziehung und Volksbildung (eingefügt am 19. März 1937)
- Leiter des Reichsinstituts für ältere deutsche Geschichtskunde (Monumenta Germaniae Historica)
- Direktor der Chemisch-Technischen Reichsanstalt
- Präsident des Reichsinstituts für Geschichte des neuen Deutschlands

#### Besoldungsgruppe B 9 (eingefügt am 13. Dezember 1935)
- Generalstaatsanwälte bei den Oberlandesgerichten, soweit nicht in der Besoldungsgruppe B 8[12]
- Universitätskuratoren

#### Besoldungsgruppe B 10 (eingefügt am 13. Dezember 1935)
- Direktoren und Professoren bei wissenschaftlichen Versuchs- und Forschungsanstalten[12]

### Fassung vom März 1937
Im Folgenden nun die dem Reichsbesoldungsgesetze vom 16. Dezember 1927 (Reichsgesetzbl. I S. 349) als Anlage 2 beigefügte Besoldungsordnung B, Feste Gehälter, in der Fassung vom 19. März 1937.

#### Besoldungsgruppe B 3a
- Staatssekretär und Chef der Präsidialkanzlei
- Staatssekretär und Chef der Reichskanzlei
- Reichsführer SS und Chef der Deutschen Polizei
- Staatssekretäre (ranggleich den Generalen der Wehrmacht)[23]
- Chef der Auslands-Organisation im Auswärtigen Amt
- Chef der Ordnungspolizei (General der Polizei)
- Chef der Sicherheitspolizei
- Präsident des Reichsverwaltungsgerichts
- Präsident des Reichsgerichts
- Präsident des Rechnungshofs des Deutschen Reichs
- Präsident des Reichsfinanzhofs
- Generalinspektor für das deutsche Straßenwesen

#### Besoldungsgruppe B 3b
- Reichskommissar für das Saarland
- Oberpräsidenten
- Stadtpräsident und Oberbürgermeister in Berlin
- Präsident des Volksgerichtshofs
- Kammergerichtspräsident

#### Besoldungsgruppe B 4
- Chef der Ordnungspolizei
- Chef der Sicherheitspolizei
- Botschafter

#### Besoldungsgruppe B 5
- Ministerialdirektoren (ranggleich den Generalleutnanten der Wehrmacht)[24]
- Reichssportführer
- Reichskommissar für das Kreditwesen
- Oberreichskriegsanwalt
- Präsident des Reichs-Justizprüfungsamts
- Vizepräsident des Reichsgerichts
- Oberreichsanwalt
- Oberlandesgerichtspräsidenten
- Präsident des Landeserbhofgerichts in Celle
- Präsident der Reichsschuldenverwaltung

#### Besoldungsgruppe B 6
- Senatspräsidenten beim Reichsverwaltungsgericht (darunter einer als ständiger Stellvertreter des Präsidenten)
- Präsident des Reichsgesundheitsamts
- Präsident der Physikalisch-Technischen Reichsanstalt
- Regierungspräsidenten
- Präsident der Preußischen Bau- und Finanzdirektion in Berlin
- Polizeipräsident in Berlin (Generalleutnant der Polizei)
- Präsident des Statistischen Reichsamts
- Präsident des Reichswirtschaftsgerichts
- Präsident des Reichsversicherungsamts
- Präsident der Reichsversicherungsanstalt für Angestellte
- Präsident der Reichsknappschaft
- Senatspräsidenten beim Reichskriegsgericht
- Senatspräsidenten beim Reichsgericht
- Senatspräsidenten beim Volksgerichtshof
- Reichsanwalt als Leiter der Staatsanwaltschaft beim Volksgerichtshof
- Präsident des Reichspatentamts
- Oberlandesgerichtspräsidenten
- Generalstaatsanwalt beim Kammergericht
- Vizepräsident des Rechnungshofs des Deutschen Reichs
- Senatspräsidenten beim Reichsfinanzhof (darunter einer als ständiger Stellvertreter des Präsidenten)
- Oberfinanzpräsidenten
- Präsidenten der Reichspostdirektionen Berlin, Dresden, Düsseldorf, Hamburg, Köln und Stuttgart

#### Besoldungsgruppe B 7a
- Ministerialdirigenten bei den Reichsministerien (ranggleich den Generalmajoren der Wehrmacht)[25]
- Gesandte I. Klasse
- Generalkonsuln I. Klasse
- Präsident des Bundesamts für das Heimatwesen
- Präsident des Reichsamts für Landesaufnahme
- Generalmajore bei der Ordnungspolizei
- Reichskommissar für die Kohlenverteilung
- Präsident des Reichsaufsichtsamts für Privatversicherung
- Reichskommissar bei der Berliner Börse
- Reichstreuhänder der Arbeit
- Reichskriegsgerichtsräte
- Reichskriegsanwälte
- Vizepräsident des Reichs-Justizprüfungsamts
- Reichsgerichtsräte
- Reichsanwälte
- Vizepräsident des Kammergerichts
- Landgerichtspräsident in Berlin
- Amtsgerichtspräsident in Berlin
- Direktoren beim Rechnungshof des Deutschen Reichs
- Präsident der Reichsmonopolverwaltung für Branntwein
- Präsident des Reichsamts für Flugsicherung
- Präsident des Reichsamts für Wetterdienst
- Präsident des Reichspostzentralamts
- Präsidenten der Reichspostdirektionen Breslau, Chemnitz, Dortmund, Erfurt, Frankfurt (Main), Hannover, Karlsruhe, Königsberg, Leipzig, München, Nürnberg, Speyer
- Direktor der Reichsdruckerei
- Präsident des Archäologischen Instituts des Deutschen Reichs

#### Besoldungsgruppe B 7b
- Direktoren und Professoren der Kaiser-Wilhelm-Institute in Berlin-Dahlem, Düsseldorf, Mülheim (Ruhr) und Müncheberg

#### Besoldungsgruppe B 8
- Reichsverwaltungsgerichtsräte
- Polizeipräsident in Hamburg (Generalmajor der Polizei)
- Feldbischöfe der Wehrmacht
- Volksgerichtsräte
- Landgerichtspräsidenten bei Gerichten mit 60 oder mehr planmäßigen Richtern im Bezirk
- Generalstaatsanwälte bei den Oberlandesgerichten
- Generalstaatsanwalt beim Landgericht Berlin
- Reichserbhofgerichtsräte
- Direktor der Biologischen Reichsanstalt für Land- und Forstwirtschaft
- Präsident der Deutschen Seewarte
- Vizepräsident der Reichsschuldenverwaltung
- Reichsfinanzräte beim Reichsfinanzhof
- Präsidenten der Reichspostdirektionen, soweit nicht in den Besoldungsgruppen B 6 und B 7a
- Leiter des Reichsinstituts für ältere deutsche Geschichtskunde (Monumenta Germaniae Historica)
- Direktor der Chemisch-Technischen Reichsanstalt
- Präsident des Reichsinstituts für Geschichte des neuen Deutschlands

#### Besoldungsgruppe B 9
- Generalstaatsanwälte bei den Oberlandesgerichten, soweit nicht in der Besoldungsgruppe B 8
- Universitätskuratoren

#### Besoldungsgruppe B 10
- Direktoren und Professoren bei wissenschaftlichen Versuchs- und Forschungsanstalten

## Besoldungsordnung C

### Fassung von 1927

#### Besoldungsgruppe C 1
- Chef der Heeresleitung
- Chef der Marineleitung
- Generale
- Admirale
- Generaloberstabsärzte (ab 1934)
- Generaloberstabsveterinäre (ab 1934)

#### Besoldungsgruppe C 2
- Generalleutnante
- Vizeadmirale
- Generaloberstabsärzte (ab 1934 Generalstabsärzte)
- Generaloberstabsveterinäre (ab 1934 Generalstabsveterinäre)

#### Besoldungsgruppe C 3
- Generalmajore
- Konteradmirale
- Generalstabsärzte (ab 1934 Generalärzte)
- Admiralarzt (eingefügt am 26. Juni 1935[14])
- Generalstabsveterinäre (ab 1934 Generalveterinäre)

#### Besoldungsgruppe C 4
- Obersten
- Kapitäne zur See
- Generalärzte (ab 1934 Oberstärzte)
- Flottenärzte (eingefügt am 26. Juni 1935[14])
- Generalveterinäre (ab 1934 Oberstveterinäre)

#### Besoldungsgruppe C 5
- Oberstleutnante
- Fregattenkapitäne
- Generaloberärzte (ab 1934 Oberfeldärzte)
- Geschwaderärzte (eingefügt am 26. Juni 1935[14])
- Generaloberveterinäre (ab 1934 Oberfeldveterinäre)

#### Besoldungsgruppe C 6
- Majore
- Korvettenkapitäne
- Oberstabsarzt
- Marineoberstabsärzte (eingefügt am 26. Juni 1935[14])
- Oberstabsveterinäre

#### Besoldungsgruppe C 7
- Hauptleute
- Kapitänleutnante
- Stabsärzte
- Marinestabsärzte (eingefügt am 26. Juni 1935[14])
- Stabsveterinäre

#### Besoldungsgruppe C 8
- Oberleutnante
- Leutnante

#### Besoldungsgruppe C 9
- Oberärzte
- Marineoberassistenzärzte (eingefügt am 26. Juni 1935[14])
- Oberveterinäre
- Assistenzärzte
- Marineassistenzärzte (eingefügt am 26. Juni 1935[14])
- Veterinäre

#### Besoldungsgruppe C 10
- Obermusikmeister
- Oberwaffenwarte (hinzugefügt am 4. September 1934[26])

#### Besoldungsgruppe C 11
- Hufbeschlaglehrmeister

#### Besoldungsgruppe C 12
- Deckoffiziere

#### Besoldungsgruppe C 13
- Musikmeister

#### Besoldungsgruppe C 14
- Unterwaffenmeister

#### Besoldungsgruppe C 15
- Oberfeldwebel
- Unterärzte
- Unterveterinäre

#### Besoldungsgruppe C 16
- Feldwebel

#### Besoldungsgruppe C 17
- Unterfeldwebel
- Obermaate

#### Besoldungsgruppe C 18
- Unteroffiziere
- Maate
- Stabsgefreite

#### Besoldungsgruppe C 19
- Obergefreite

#### Besoldungsgruppe C 20
- Gefreite

#### Besoldungsgruppe C 21
- Oberschützen
- Obermatrosen

#### Besoldungsgruppe C 22
- Schützen
- Matrosen

### Fassung von 1940
sowie Wehrmachtbesoldung und Wehrsold 1944
| Bezeichnung | Besoldungs- ordnung C | Wehrmacht- besoldung | Wehrsold- gruppe |
| Bezeichnung | Besoldungsgruppe      | Besoldungsgruppe     | Wehrsold- gruppe |
| --- | --------------------- | -------------------- | ---------------- |
| Die Oberbefehlshaber der Wehrmachtteile Der Chef des Oberkommandos der Wehrmacht Generalfeldmarschälle Großadmirale                                                             | C 1a                  | W 1                  | 1a               |
| Generalobersten Generaladmirale | C 1b                  | W 2                  | 1b               |
| Generale Admirale | C 2                   | W 3                  | 2                |
| Generalleutnante Vizeadmirale Generalstabsärzte Admiralstabsarzt Generalstabsveterinär                                                                                          | C 3                   | W 4                  | 3                |
| Generalmajore Konteradmirale Generalärzte Admiralärzte Generalveterinäre | C 4                   | W 5                  | 4                |
| Obersten Kapitäne zur See Oberstärzte Flottenärzte Oberstveterinäre | C 5                   | W 6                  | 5                |
| Oberstleutnante Fregattenkapitäne Oberfeldärzte Geschwaderärzte Oberfeldveterinäre                                                                                              | C 6                   | W 7                  | 6                |
| Majore Korvettenkapitäne Oberstabsärzte Marineoberstabsärzte Oberstabsveterinäre                                                                                                | C 7                   | W 8                  | 7                |
| Hauptleute Kapitänleutnante Stabsärzte Marinestabsärzte Stabsveterinäre | C 8                   | W 9                  | 8                |
| Oberleutnante | C 9                   | W 10                 | 9                |
| Leutnante | C 10                  | W 11                 | 10               |
| Oberleutnante (Ing) des Heeres Oberärzte Marineoberassistenzärzte Oberveterinäre Leutnante (Ing) des Heeres Assistenzärzte Marineassistenzärzte Veterinäre                      | C 11                  | W 10                 | 9                |
| Obermusikinspizient | C 12                  | W 12                 | 6                |
| Musikinspizienten Reitmeister der Spanischen Hofreitschule Wien | C 13                  | W 13                 | 7                |
| Stabsmusikmeister Oberbereiter I. Klasse der Spanischen Hofreitschule Wien | C 14                  | W 14                 | 8                |
| Obermusikmeister Oberbereiter II. Klasse der Spanischen Hofreitschule Wien | C 15                  | W 15                 | 9                |
| Musikmeister Bereiter der Spanischen Hofreitschule Wien | C 16                  | W 16                 | 10               |
| Oberhufbeschlaglehrmeister Festungsoberwerkmeister Oberwaffenwarte | C 17                  | W 17                 | 10               |
| Hufbeschlaglehrmeister Festungswerkmeister | C 18                  | W 18                 | 11               |
| Stabsfeldwebel (Stabsoberfeldwebel, Waffenwarte im Dienstgrad des Stabsoberfeldwebels) im dreizehnten bis achtzehnten Dienstjahr Reitgehilfen der Spanischen Hofreitschule Wien | C 19                  | W 19                 | 11               |
| Oberfeldwebel Stabsfeldwebel (F) Waffenwarte im dreizehnten bis achtzehnten Dienstjahr                                                                                          | C 20a                 | W 20                 | 11               |
| Oberfeldwebel mit weniger als zwölf Dienstjahren Fahnenjunker-Ingenieure Unterärzte Unterveterinäre                                                                             | C 20b                 | W 21                 | 11               |
| Feldwebel im dreizehnten bis achtzehnten Dienstjahr | C 21a                 | W 22                 | 12               |
| Feldwebel mit weniger als zwölf Dienstjahren | C 21b                 | W 23                 | 12               |
| Unterfeldwebel Obermaate im dreizehnten bis achtzehnten Dienstjahr | C 22a                 | W 24                 | 13               |
| Unterfeldwebel Obermaate mit weniger als zwölf Dienstjahren | C 22b                 | W 25                 | 13               |
| Unteroffiziere Maate im dreizehnten bis achtzehnten Dienstjahr | C 23a                 | W 26                 | 14               |
| Unteroffiziere Maate nach Erfüllung der aktiven Dienstpflicht mit weniger als zwölf Dienstjahren                                                                                | C 23b                 | W 27                 | 14               |
| Stabsgefreite alter Art beim Heer und bei der Luftwaffe Oberstabsgefreite bei der Kriegsmarine                                                                                  | C 23b                 | W 28                 | 15               |
| Obergefreite alter Art beim Heer und bei der Luftwaffe Stabsgefreite bei der Kriegsmarine                                                                                       | C 24                  | W 29                 | 15               |
| Gefreite alter Art (in der Kriegsmarine Hauptgefreite mit Diensteintritt vor dem 1. April 1934) Stabsgefreite neuer Art                                                         | C 25                  | W 30                 | 15               |
| Obergefreite neuer Art | –                     | W 31                 | 15               |
| Gefreite, Oberschützen usw., Schützen usw., Matrosen und Flieger nach Ableistung einer aktiven Dienstzeit von zwei Jahren                                                       | –                     | –                    | 15               |
| Oberschützen usw., Schützen usw., Matrosen und Flieger, soweit nicht in Wehrsoldgruppe 15                                                                                       | –                     | –                    | 16               |